# Ерік Бекман
Ерік Бекман (швед. Eric Bäckman; нар. 1988) — екс-гітарист шведського індастріал-метал гурту Deathstars, заснованої в 2000 році, відомий як "Cat Casino" (скор. Cat). Приєднався до гурту у 2005 році як сесійний гітарист, пізніше став повноправним учасником і основним гітаристом разом з Nightmare Industries. До цього був учасником гурту Gemini Five. Наприкінці квітня 2013 року стало відомо, що Ерік залишає "Deathstars" з особистих причин.
У травні 2019 року стало відомо, що гітарист повертається до "Deathstars". Дана новина була опублікована на офіційній сторінці гурту в Інстаграмі.